# Dolenja Brezovica (Šentjernej, Slovenija)
Dolenja Brezovica je naselje u slovenskoj Općini Šentjerneju. Dolenja Brezovica se nalazi u pokrajini Dolenjskoj i statističkoj regiji Donjoposavskoj regiji. 

## Stanovništvo
Prema popisu stanovništva iz 2002. godine naselje je imalo 149 stanovnika.